# Пенза
Пе́нза (на руски: Пенза) е град в Русия, административен център на Пензенска област. Населението му към 1 януари 2018 година е 523 553 души.

## География
Градът е разположен на Приволжката възвишеност, на река Сура (приток на река Волга). Разстоянието до Москва е 709 км по железница, 630 км по шосе М5 (Москва – Челябинск) на югоизток от столицата на страната.

## Известни личности
Родени в Пенза
- Константин Бадигин (1910 – 1984), изследовател
- Всеволод Мейерхолд (1874 – 1940), режисьор
- Всеволод Пудовкин (1893 – 1953), режисьор
- Егор Крид (р.1994), известен руски певец, рапър

Починали в Пенза
- Константин Савицки (1844 – 1905), художник